# یگان‌کند
یگان‌کند (به ترکی آذربایجانی: Yeyənkənd) یک منطقهٔ مسکونی در جمهوری آذربایجان است که در شهرستان ماساللی واقع شده‌است. یگان‌کند ۱٬۳۲۹ نفر جمعیت دارد.